# Chodurky
Chodurky (ukr. Ходурки) – wieś na Ukrainie, w obwodzie żytomierskim, w rejonie nowogrodzkim. W 2001 roku liczyła 211 mieszkańców.